# Чорне Озеро (Аскінський район)
Чорне Озеро (рос. Чёрное Озеро, башк. Ҡаракүл) — присілок у складі Аскінського району Башкортостану, Росія. Входить до складу Євбуляцької сільської ради.
Населення — 36 осіб (2010; 52 у 2002).
Національний склад:
- башкири — 65 %
- татари — 35 %